# لينكولن سي
لينكولن سي هي سيارة مدمجة من إنتاج شركة لينكولن للسيارات، أنتجت في 2009.